# John Mayhew
John Mayhew (* 27. März 1947 in Ipswich; † 26. März 2009 in Glasgow) war der dritte Schlagzeuger der britischen Band Genesis.

## Leben und Wirken
Er ersetzte seinen Vorgänger John Silver im Juli 1969 und ist auf dem Album Trespass zu hören. Im August 1970 wurde er selbst durch Phil Collins ersetzt. Danach spielte er noch in diversen anderen Bands und ging schließlich nach Australien, wo er in seinem erlernten Beruf, als Schreiner, arbeitete. Er war lange „verschollen“ und wurde erst nach 2000 von Fans aufgespürt. Er besuchte unter anderem 2006 eine Genesis-Fan-Convention in London, wo er für die Tribut-Band ReGenesis Schlagzeug beim Stück The Knife spielte. Weiterhin erhielt Mayhew vom Genesis-Management für seine Mitwirkung auf Trespass ausstehende Tantiemen in Höhe von 78.000 Pfund Sterling. Die folgenden Jahre verbrachte er in Glasgow, wo er als Schreiner für eine Möbelfirma arbeitete. Einen Tag vor seinem 62. Geburtstag starb er 2009 in einem Glasgower Krankenhaus an den Folgen einer Herzkrankheit.
Bekannte Aufnahmen mit Genesis (Besetzung: Peter Gabriel, Tony Banks, Mike Rutherford, Anthony Phillips, Mayhew):
- 20. August 1969: Demoband mit den Songs White Mountain, Pacidy, Family (eine frühe Version von Dusk) und Going Out to Get You. Die beiden letzteren wurden im Juni 1998 auf Archive I – 1967–1975 erstmals veröffentlicht.
- 9. Januar 1970: Jackson-Tapes – Genesis nahmen vier Stücke für eine nie gesendete BBC-Fernsehdokumentation um den Maler Mick Jackson auf. Die von Paul Samwell-Smith (vormals Yardbirds) produzierten Aufnahmen Provocation, Frustration, Manipulation und Resignation erschienen im November 2008 im Box-Set 1970–1975.
- 22. Februar 1970: BBC Nightride-Session – für die Radiosendung gleichen Namens spielten Genesis live in den BBC Maida Vale Studios die Titel Shepherd, Pacidy, Let Us Now Make Love, Stagnation, Looking for Someone und Dusk ein. Drei davon finden sich auf Archive I – 1967–1975.
- Juni/Juli 1970: Trespass. Als das Album am 23. Oktober 1970 veröffentlicht wurde, war Mayhew bereits durch Collins ersetzt worden.